# Махачкалинский маяк
Махачкалинский (Петровский) маяк — действующий маяк в столице Республики Дагестан Махачкале.
Расположен в Кировском районе, улица Амирханова, 20. Достопримечательность города.

## История
Инициатором строительства маяков на Каспии выступил кавказский наместник М. С. Воронцов.
Первый маяк в Петровской крепости построен в 1852 году на Тарковской горе, по преданию, на том месте, где российским императором Петром I был заложен первый камень в основание крепости Порт-Петровск. Первоначально это была башня белого цвета, свет восьми ламп на высоте 75 метров над уровнем моря усиливался рефлекторами, видимость света достигала 18 миль.
С развитием города и порта маяк перестал быть самым заметным сооружением города и в 1866 году был перестроен под наблюдением Гидрографической части Каспийской флотилии на новом, более удачном, месте, на горе Анжи-Арка. Высота новой башни составила 27 метров (около 80 метров над поверхностью моря), видимость огня — 15 миль. В 1895 году светимость маяка была увеличена, огонь установлен более высоко. В начале XX века маяк раскрасили красными полосами на белом фоне, хорошо различимыми в любое время года. В 1912 году масляные лампы сменили керосинокалильные горелки, а в 1928 году было внедрено ацетиленовое освещение.
С началом Великой Отечественной войны маяк был выключен и заработал только в 1944 году. Выключался маяк и в 1990-е годы (на два месяца) за неоплату счетов за электроэнергию.
В конце XX века обветшавшее здание отремонтировали. В 2008 году на маяке установили белый проблесковый огонь, различимый с расстояния до 24 миль. Маяк полностью автоматизирован и обслуживается единственным сотрудником — начальником производственной группы средств навигационного оборудования. В 2014 году на маяке проведены работы по профилактике оборудования и установлены модернизированные светооптические аппараты.